# Wivenhoe Park
Wivenhoe Park est une peinture à l'huile sur toile peinte en 1816 par le peintre romantique anglais John Constable, mesurant 56,1 cm de hauteur sur 101,2 cm de largeur. Elle est conservée à la National Gallery of Art à Washington, qui la considère comme l'un de ses chefs-d'œuvre. Elle représente le parc de Wivenhoe House à Colchester, un jardin à l'anglaise, domaine de la famille Rebow.

## Histoire
Le tableau est commandé par le propriétaire de Wivenhoe Park, le major général Francis Slater Rebow, qui est l'un des premiers mécènes de l'artiste, étant un ami proche de son père, Golding Constable. Le parc Wivenhoe s'étend sur 81 ha ; il a été acheté par la famille Rebow avant 1734. Francis Slater Rebow commande plusieurs tableaux à Constable, dont, en 1812, un portrait de sa fille, âgée de sept ans. Elle figure également dans ce tableau, dans une charrette tirée par un âne à gauche. Le tableau, achevé en septembre 1816, permet à l'artiste de gagner suffisamment d'argent pour épouser son amour de longue date, Mary Bicknell. Ils se marient en octobre 1816 .

## Analyse

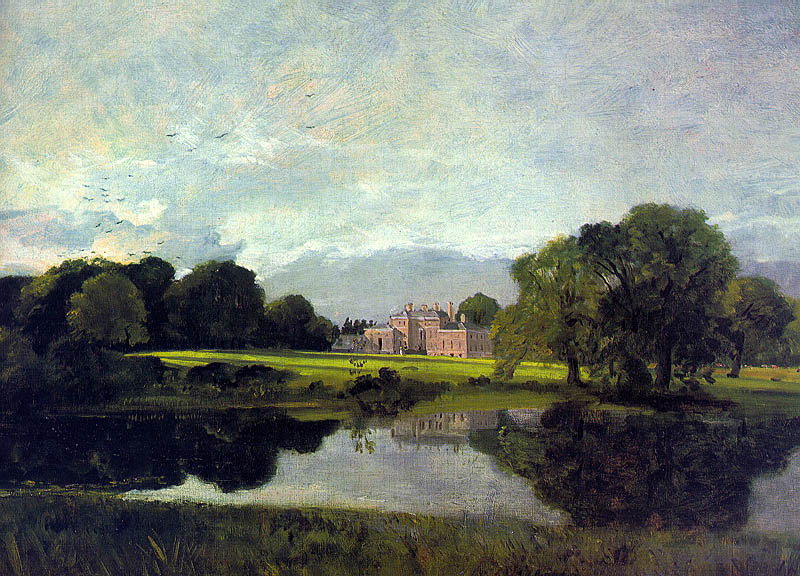
Malvern Hall, 1809, Tate Britain, Londres.

L'art de Constable est toujours imprégné de nostalgie, de mélancolie et d'un désir de vie simple et naturelle, d'une idylle bucolique et pastorale, de sujets ruraux et d'aspects de la vie à la campagne, d'un « âge d'or » où les gens vivaient ensemble en harmonie avec la nature, un monde en voie de disparition lorsqu'il peint ses paysages au début de la révolution industrielle. Il est conscient du problème de la croissance urbaine, du caractère désagréable de la vie urbaine, qu'il oppose à la vie à la campagne. L'art de Constable est plutôt non conventionnel pour son époque : il aime les choses simples, un paysage naturel sans ruines, sans effets dramatiques ou sentiments exaltés, souvent excessifs, comme ceux affichés dans les peintures de son contemporain, J.M.W. Turner. Ses paysages sont inondés d'une lumière brillante et argentée dans l'eau, dans l'air et dans le ciel, et sont caractérisés par une intensité particulière. Alors que ses premières peintures (par exemple Malvern Hall, 1809) tendent à montrer des traits plus simples et symétriques, ce tableau révèle le tournant de Constable vers des compositions plus sophistiquées et plus complexes.

## Dans la culture populaire
Dans le jeu vidéo Lethal Company, sur la carte intérieure du Manoir, cette peinture peut être vue par le joueur sur certains murs, derrière un grand cadre de fenêtre.